# روزالي هام
روزالي هام (بالإنجليزية: Rosalie Ham)‏ (13 يناير 1955 في أستراليا)؛ روائية أسترالية. درست في المعهد الملكي للتكنولوجيا في ملبورن.

## روابط خارجية
- روزالي هام على موقع IMDb (الإنجليزية)